# K.C. Sreedharan Pillai
K.C. Sreedharan Pillai (ur. 1920, zm. 1985) – indyjski statystyk, profesor Purdue University. Stworzył test Pillaia. Jego prace naukowe dotyczyły statystyki wielowymiarowej.
W 1951 r. Pillai wyjechał z Indii do Stanów Zjednoczonych, gdzie się osiedlił na stałe i związał się z amerykańskim środowiskiem akademickim, najpierw uzyskując doktorat ze statystyki, a następnie otrzymując zatrudnienie jako pracownik naukowy. W latach 1954–1962 pracował dla ONZ. W tym czasie jednym z jego zadań służbowych było otwarcie Centrum Statystycznego na Uniwersytecie Filipińskim.